# Temporada 1987-88 de los Phoenix Suns
La temporada 1987-88 fue la vigésima de los Phoenix Suns en la NBA. La temporada regular acabó con 28 victorias y 54 derrotas, ocupando el noveno puesto de la Conferencia Oeste, no logrando clasificarse para los playoffs.

## Elecciones en elDraft
| Ronda | Puesto | Jugador       | Posición  | Nacionalidad   | Universidad/Club |
| ----- | ------ | ------------- | --------- | -------------- | ---------------- |
| 1     | 2      | Armon Gilliam | Ala-Pívot | Estados Unidos | UNLV             |
| 3     | 53     | Winston Crite | Ala-Pívot | Estados Unidos | Texas A&M        |

## Temporada regular
| División Pacífico        | División Pacífico | División Pacífico | División Pacífico | División Pacífico | División Pacífico | División Pacífico | División Pacífico | División Pacífico |
| Equipo                   | G                 | P                 | %                 | PD                | Casa              | Fuera             | Div               |                   |
| ------------------------ | ----------------- | ----------------- | ----------------- | ----------------- | ----------------- | ----------------- | ----------------- | ----------------- |
| y-Los Angeles Lakers     | 62                | 20                | .756              | –                 | 36–5              | 26–15             | 23–7              |                   |
| x-Portland Trail Blazers | 53                | 29                | .646              | 9                 | 33–8              | 20–21             | 23–7              |                   |
| x-Seattle SuperSonics    | 44                | 38                | .537              | 18                | 32–9              | 12–29             | 19–11             |                   |
| Phoenix Suns             | 28                | 54                | .341              | 34                | 22–19             | 6–35              | 11–19             |                   |
| Golden State Warriors    | 20                | 62                | .244              | 42                | 16–25             | 4–37              | 7–23              |                   |
| Los Angeles Clippers     | 17                | 65                | .207              | 45                | 14–27             | 3–38              | 7–23              |                   |

## Estadísticas
| Rk | Jugador          | Edad | P  | PT | MP   | TC  | TCI  | %TC  | T3  | T3I | %T3  | TL  | TLI | %TL   | RO  | RD  | RT  | AS  | RB  | TAP | BP  | FP  | PTS  |
| -- | ---------------- | ---- | -- | -- | ---- | --- | ---- | ---- | --- | --- | ---- | --- | --- | ----- | --- | --- | --- | --- | --- | --- | --- | --- | ---- |
| 1  | Larry Nance      | 28   | 40 | 34 | 36.9 | 8.2 | 15.4 | .531 | 0.1 | 0.1 | .400 | 4.7 | 6.2 | .751  | 3.0 | 6.9 | 9.9 | 3.1 | 1.1 | 2.4 | 2.7 | 3.8 | 21.1 |
| 2  | Armen Gilliam    | 23   | 55 | 53 | 32.9 | 6.2 | 13.1 | .475 | 0.0 | 0.0 |      | 2.4 | 3.5 | .679  | 2.4 | 5.5 | 7.9 | 1.3 | 1.1 | 0.5 | 2.2 | 2.6 | 14.8 |
| 3  | James Edwards    | 32   | 43 | 42 | 32.0 | 5.9 | 12.6 | .469 | 0.0 | 0.0 | .000 | 3.8 | 6.0 | .635  | 2.3 | 5.5 | 7.8 | 1.7 | 0.3 | 0.7 | 2.5 | 3.7 | 15.7 |
| 4  | Mark West        | 27   | 29 | 29 | 31.6 | 4.6 | 8.9  | .521 | 0.0 | 0.0 | .000 | 2.6 | 4.6 | .568  | 2.8 | 5.5 | 8.3 | 0.8 | 0.8 | 2.3 | 2.8 | 3.7 | 11.8 |
| 5  | Kevin Johnson    | 21   | 28 | 25 | 31.2 | 4.7 | 10.2 | .463 | 0.1 | 0.5 | .200 | 3.0 | 3.5 | .859  | 0.9 | 3.3 | 4.3 | 8.7 | 1.5 | 0.3 | 2.3 | 2.1 | 12.6 |
| 6  | Jay Humphries    | 25   | 50 | 33 | 31.1 | 5.3 | 9.7  | .545 | 0.1 | 0.3 | .188 | 2.1 | 2.8 | .741  | 0.9 | 2.1 | 3.0 | 7.1 | 1.2 | 0.1 | 2.2 | 3.1 | 12.7 |
| 7  | Eddie Johnson    | 28   | 73 | 59 | 29.8 | 7.3 | 15.2 | .480 | 0.3 | 1.3 | .255 | 2.8 | 3.3 | .850  | 1.7 | 2.7 | 4.4 | 2.5 | 0.5 | 0.1 | 1.9 | 2.6 | 17.7 |
| 8  | Walter Davis     | 33   | 68 | 48 | 28.7 | 7.2 | 15.2 | .473 | 0.5 | 1.4 | .375 | 3.0 | 3.4 | .887  | 0.5 | 1.9 | 2.3 | 4.1 | 1.3 | 0.0 | 1.9 | 1.9 | 17.9 |
| 9  | Jeff Hornacek    | 24   | 82 | 49 | 27.4 | 3.7 | 7.4  | .506 | 0.2 | 0.7 | .293 | 1.9 | 2.3 | .822  | 0.9 | 2.3 | 3.2 | 6.6 | 1.3 | 0.1 | 1.9 | 1.8 | 9.5  |
| 10 | Alvan Adams      | 33   | 82 | 25 | 20.1 | 3.1 | 6.2  | .496 | 0.0 | 0.0 | .500 | 1.3 | 1.6 | .844  | 1.4 | 3.0 | 4.5 | 2.2 | 1.0 | 0.5 | 1.7 | 3.0 | 7.5  |
| 11 | Craig Hodges     | 27   | 23 | 0  | 20.1 | 3.8 | 7.7  | .489 | 1.3 | 2.5 | .544 | 1.2 | 1.4 | .844  | 0.3 | 1.1 | 1.4 | 1.9 | 0.7 | 0.1 | 1.2 | 1.7 | 10.1 |
| 12 | Tyrone Corbin    | 25   | 30 | 1  | 19.7 | 3.3 | 6.8  | .488 | 0.0 | 0.1 | .333 | 1.1 | 1.3 | .825  | 1.6 | 2.7 | 4.3 | 2.0 | 1.0 | 0.1 | 1.3 | 1.8 | 7.7  |
| 13 | Bernard Thompson | 25   | 37 | 7  | 15.3 | 2.0 | 4.3  | .465 | 0.0 | 0.1 | .000 | 1.2 | 1.6 | .717  | 1.1 | 1.0 | 2.1 | 1.4 | 0.6 | 0.0 | 0.6 | 2.0 | 5.2  |
| 14 | James Bailey     | 30   | 65 | 0  | 13.4 | 1.7 | 3.7  | .452 | 0.0 | 0.1 | .000 | 1.1 | 1.4 | .787  | 1.1 | 2.1 | 3.2 | 0.6 | 0.3 | 0.4 | 1.1 | 2.8 | 4.4  |
| 15 | Mike Sanders     | 27   | 35 | 5  | 13.3 | 2.3 | 4.9  | .480 | 0.0 | 0.0 | .000 | 1.1 | 1.5 | .736  | 0.8 | 1.0 | 1.8 | 0.9 | 0.5 | 0.1 | 0.8 | 2.1 | 5.8  |
| 16 | Jeff Cook        | 31   | 33 | 0  | 10.9 | 0.4 | 1.8  | .237 | 0.0 | 0.0 | .000 | 0.7 | 0.8 | .821  | 1.1 | 2.1 | 3.2 | 0.4 | 0.3 | 0.2 | 0.4 | 1.9 | 1.5  |
| 17 | Bill Martin      | 25   | 10 | 0  | 10.1 | 1.6 | 5.1  | .314 | 0.0 | 0.1 | .000 | 0.8 | 1.3 | .615  | 0.9 | 1.8 | 2.7 | 0.6 | 0.5 | 0.0 | 0.9 | 1.6 | 4.0  |
| 18 | Winston Crite    | 22   | 29 | 0  | 8.9  | 1.2 | 2.3  | .500 | 0.0 | 0.0 |      | 0.7 | 0.9 | .760  | 0.9 | 1.3 | 2.2 | 0.5 | 0.2 | 0.3 | 0.9 | 1.4 | 3.0  |
| 19 | Ron Moore        | 26   | 5  | 0  | 6.8  | 1.0 | 3.2  | .313 | 0.0 | 0.0 |      | 0.8 | 0.8 | 1.000 | 0.0 | 1.2 | 1.2 | 0.0 | 0.6 | 0.0 | 0.2 | 2.6 | 2.8  |

## Galardones y récords
| Jugador       | Galardón                            |
| Armon Gilliam | Mejor quinteto de rookies de la NBA |